# 1938

## أحداث
- تأسيس مدينة خاشماز وتقع حاليا في أذربيجان.
- تأسيس مدينة العيون وتقع حاليا في الصحراء الغربية.
- تأسيس مدينة جيزكازغان وتقع حاليا في كازاخستان.
- 15 أكتوبر: تأسيس مدينة تينجو ماريا وتقع حاليا في بيرو.

### مارس
- أصدرت فرنسا قرارًا تعد فيه اللغة العربية لغةً أجنبيةً في الجزائر، ويمنع تعليمها في المدارس.[1]

### إبريل
- 9 أبريل -   الاستعمار الفرنسي في تونس يسقط عشرات القتلى والجرحى من المتظاهرين التونسيين فيما عرف تاريخياً بـ ثورة 9 أفريل 1938.

### يونيو
- 29 يونيو -  اكتشاف دواء البنسلين على يد الكسندر فيلمنغ.

### ديسمبر
- الرئيس روزفلت يوافق على قرض 25 مليون دولار لشيانج كاي شيك، ما دعم العلاقات الصينية الأمريكية وأغضب الحكومة اليابانية.
- 1 ديسمبر -  منح سلوفاكيا وضع دولة ذاتية الحكم بقيادة القس الكاثوليكي جوزيف تيسو.
- 6 ديسمبر -   وزير الخارجية الألماني يواكيم فون ريبنتروب يزور باريس، حيث يـُزعم أن نظيره الفرنسي جورج بونيه قد أبلغه من قبل الخارجية الفرنسي وزير أن فرنسا باتت تعترف بأن كل أوروبا الشرقية مجال نفوذ حصري لألمانيا. بيان بونيه المزعوم (الذي لطالما نفاه بونيه) إلى ريبنتروب عامل رئيسي في السياسة الألمانية في عام 1939.
- 11 ديسمبر -  انتخابات المملكة يوغسلافيا البرلمانية: المعارضة لم تكسب أي مقعد.
- 27 ديسمبر -  انهيار جليدى ضخم يضرب مهجع عمال في موقع بناء في كوروبي باليابان، ما أسفر عن مقتل 87 شخصاً.

## مواليد

### تاريخ غير معروف
- ثامر بن عبد العزيز آل سعود، أمير سعودي.
- جبر بن صالح الدوسري ، أديب وفلكي سعودي.
- ياسين بقوش، ممثل سوري من أصل ليبي.
- عبد الرحمن العجلان، عالم دين سعودي.
- شاكر مطلق، شاعر وطبيب عيون سوري.
- عبد الله الرشيد . سياسي كويتي.
- عبد الرحمن الحوطي . سياسي ومهندس كويتي.
- فاطمة بنت مبارك الكتبي . زوجة زايد بن سلطان ال نهيان و ام حاكم دولة الإمارات محمد بن زايد

### يناير
- 13 يناير -  ناتشي نوزاوا، ممثل ياباني.
- 26 يناير -  زيد بن محمد المدخلي، عالم دين سعودي.
- 31 يناير -  خيري شلبي، روائي مصري.

### أكتوبر
- 19 أكتوبر -  الأمير ماجد بن عبد العزيز آل سعود، أمير منطقة مكة المكرمة.

### أبريل
- 11 أبريل -  عبد الرحمن الأبنودي، شاعر مصري.

### يوليو
- 31 يوليو -  سعيد صالح، ممثل مصري.

### أغسطس
- 21 اغسطس -  كيني روجرز، مغني أمريكي.

## وفيات
- أحمد نسيم، شاعر عربي مصري.

### مارس
- 8 مارس -  مانويل غارسيا برييتو، سياسي إسباني.
- 28 مارس -  جمال الدين تشاوشيفيتش، إمام بوسني.

### أبريل
- 8 أبريل -  كوفي أنان، الأمين العام للسابع للأمم المتحدة.

### نوفمبر
- 11 نوفمبر -  ماري مالون، أول من نشرت مرض الحمى التيفية في الولايات المتحدة.

## نال جائزة نوبل
- في الفيزياء – الإيطالي إنريكو فيرمي.
- في الكيمياء – الألماني ريشارد كون.
- في الطب – البلجيكي كورناي هايمانس.
- في الأدب – الأمريكي بيرل بوك.
- في السلام – مكتب نانسين الدولي للاجئين.